# Black Box BRD
Black Box BRD és una pel·lícula documental alemanya del 2001, escrita i dirigida per Andres Veiel. L'obra tracta de la política alemanya occidental dels anys 1970 i 1980, un període marcat per les activitats turbulentes i mediatitzades del grup armat Fracció de l'Exèrcit Roig (RAF).
La pel·lícula se centra en la vida i la mort d'Alfred Herrhausen, un destacat banquer i president del Deutsche Bank assassinat el 1989, i de Wolfgang Grams, membre de la RAF, sospitós de l'atac contra Herrhausen i que, l'any 1993, es va disparar un tret al cap mentre era perseguit per la policia alemanya. En el documental són entrevistats diversos familiars, amics i companys d'ambdós homes.
A Alemanya, la pel·lícula es va estrenar el maig del 2001 i es va tornar a estrenar el setembre del 2002. Durant aquests dos anys es va projectar en festivals i va guanyar diversos premis, incloent el Premi del Cinema Europeu de 2001 i el Premi del Cinema alemany de 2002 a la millor pel·lícula documental. Als Estats Units es va projectar amb el títol Black Box Germany.
Basat en les investigacions per a la pel·lícula, el seu director, Andres Veiel va escriure un llibre homònim de no ficció. L'editor del diari alemany Süddeutsche Zeitung, Heribert Prantl, el va descriure com «un dels millors llibres sobre l'era de la RAF que he llegit mai».

## Premis i nominacions[2]
| Any  | Premi                     | Categoria                  | Nominació         | Resultat   |
| ---- | ------------------------- | -------------------------- | ----------------- | ---------- |
| 2001 | Premis del Cinema Europeu | Millor documental          | Black Box BRD     | Guanyador  |
| 2001 | Hessischer Filmpreis      | Millor documental          | Black Box BRD     | Guanyador  |
| 2002 | Premis del Cinema bavarès | Millor documental          | Black Box BRD     | Guanyador  |
| 2002 | Premis del Cinema alemany | Millor documental          | Black Box BRD     | Guanyador  |
| 2002 | Golden Camera             | Millor muntatge documental | Katja Dringenberg | Guanyadora |
| 2002 | Golden Camera             | Millor fotografia          | Jörg Jeshel       | Nominat    |